# ترگم

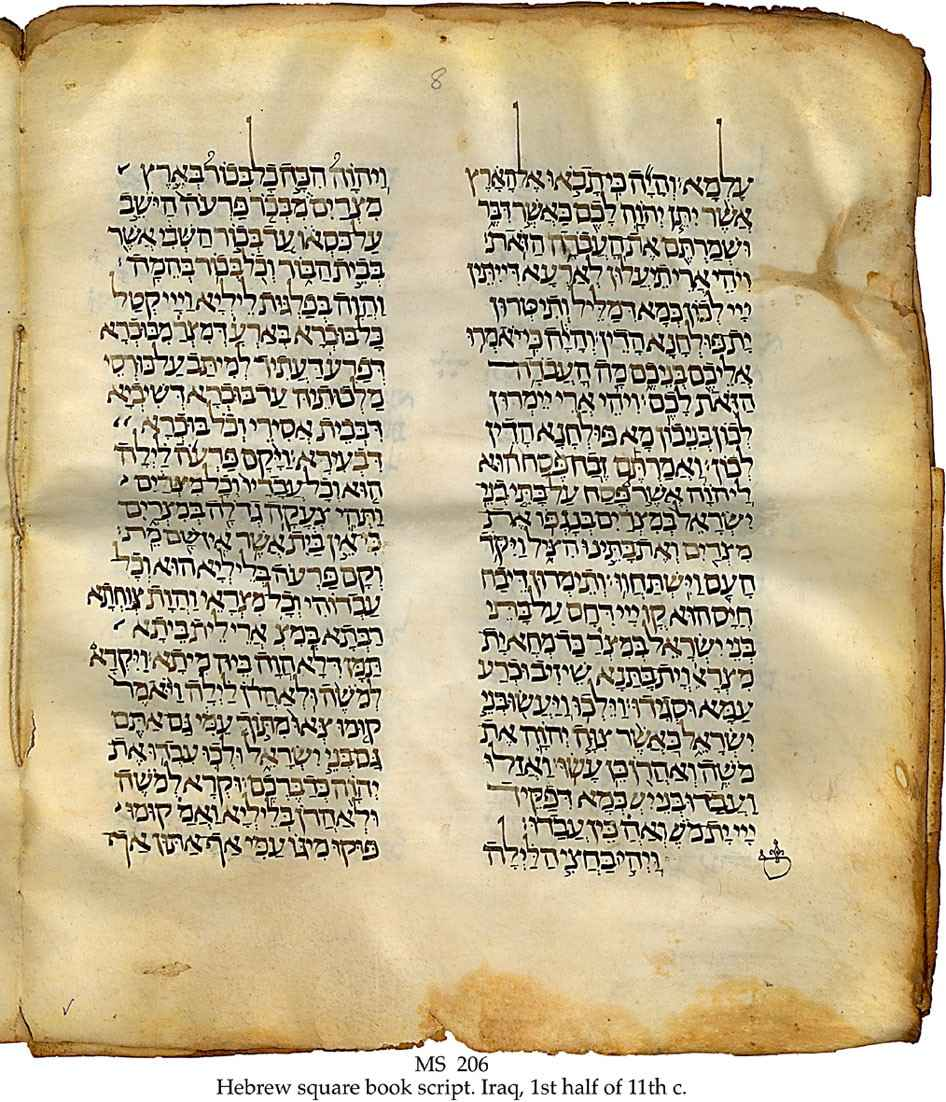
کتاب مقدس عبری قرن یازدهم با ترگم، شاید از تونس، یافت شده در عراق: بخشی از مجموعه شوین.

تَرگُم (آرامی: תרגום به معنی 'تفسیر، ترجمه، نسخه') در اصل یک ترجمه شفاهی از کتاب مقدس عبری (تنخ) بود که یک مترجم حرفه‌ای (מְתוּרגְמָן mǝturgǝmān) به زبان رایج شنوندگان ارائه می‌کرد، جایی که زبان مخاطبان عبری توراتی نبود. این امر در نزدیکی پایان سده یکم پیش از میلاد ضروری شده بود، زیرا زبان رایج آرامی بود و عبری تنها برای اهداف آموزشی و نیایشی استفاده می‌شد. مترجم اغلب ترجمه خود را با توضیحات، مثال‌ها و تفسیرها گسترش می‌داد، بنابراین گفتار او به نوعی خطابه یا موعظه تبدیل می‌شد.
ثبت و نوشتن تَرگم در آغاز ممنوع بود؛ با این وجود، برخی از نوشته‌های ترگمی در میانه‌های سده یکم میلادی پدیدار شدند، اما در آن زمان توسط رهبران مذهبی به عنوان منبع معتبر شناخته نشدند. برخی از سنت‌های بعدی یهودی (که با یهودیان بابلی آغاز می‌شود) تَرگم‌های نوشتاری را به عنوان ترجمه‌های معتبر متون مقدس عبری به زبان آرامی پذیرفتند. امروزه معنای رایج تَرگم «ترجمه آرامی مکتوب از کتاب مقدس» است. تنها یهودیان یمنی همچنان از تَرگم‌ها به شکل مناسکی و عبادی استفاده می‌کنند.
به عنوان ترجمه، تَرگم‌ها تا حد زیادی بازتاب‌دهنده تفسیر میدراشی از تنخ در زمانی هستند که نوشته شده‌اند و به دلیل ترجیح قرائت‌های تمثیلی بر انسان‌انگاری قابل توجه هستند. (مثلا ابن میمون در «دلالة الحائرین» (راهنمای شگفت‌زدگان) اغلب به این موضوع اشاره می‌کند) این امر هم در ترگم‌هایی که کاملاً تحت اللفظی هستند و هم در ترگم‌هایی که دارای بسط‌های میدراشی زیادی هستند، صادق است. در سال ۱۵۴۱، الیاس لویتا «سِفرِ مِتورگِمان» (کتاب مترجمان) را نوشت و منتشر کرد که در آن همه واژه‌های آرامی موجود در تَرگم را توضیح داد.
تَرگم‌ها امروزه به عنوان منبع در نسخه‌های انتقادی از کتاب مقدس مورد استفاده قرار می‌گیرند (Biblia Hebraica Stuttgartensia با اختصار 𝔗 به آن‌ها اشاره می‌کند).